# این زشته (ترانه)
«این زشته» تک‌آهنگی از پیت‌بول، لیل جان، فت جو است که در سال ۲۰۰۴ میلادی منتشر شد.